# Salemburg
Salemburg és una població dels Estats Units a l'estat de Carolina del Nord. Segons el cens del 2000 tenia 469 habitants.

## Demografia
Segons el cens del 2000, Salemburg tenia 469 habitants, 218 habitatges i 139 famílies. La densitat de població era de 181,1 habitants per km².
Dels 218 habitatges en un 22% hi vivien nens de menys de 18 anys, en un 50,5% hi vivien parelles casades, en un 9,6% dones solteres, i en un 35,8% no eren unitats familiars. En el 33,5% dels habitatges hi vivien persones soles el 18,8% de les quals corresponia a persones de 65 anys o més que vivien soles. El nombre mitjà de persones vivint en cada habitatge era de 2,14 i el nombre mitjà de persones que vivien en cada família era de 2,7.
Per edats la població es repartia de la següent manera: un 18,8% tenia menys de 18 anys, un 5,3% entre 18 i 24, un 24,7% entre 25 i 44, un 23,9% de 45 a 60 i un 27,3% 65 anys o més.
L'edat mediana era de 46 anys. Per cada 100 dones de 18 o més anys hi havia 85,9 homes.
La renda mediana per habitatge era de 34.886 $ i la renda mediana per família de 45.833 $. Els homes tenien una renda mediana de 36.250 $ mentre que les dones 21.923 $. La renda per capita de la població era de 18.536 $. Entorn del 0,7% de les famílies i el 6% de la població estaven per davall del llindar de pobresa.

## Poblacions més properes
El següent diagrama mostra les poblacions més properes.